# وليد راشد
وليد راشد مواليد 2 يوليو 2002، لاعب كرة قدم إماراتي يجيد اللعب في الدفاع مع نادي كلباء في دوري الخليج العربي الإماراتي .